# Sarona maui
Sarona maui är en insektsart som beskrevs av Asquith 1994. Sarona maui ingår i släktet Sarona och familjen ängsskinnbaggar. Inga underarter finns listade i Catalogue of Life.